# Komarnicki Gyula
Komarnicki Gyula (Budapest, 1885. február 22. – Budapest, 1975. augusztus 27.) magyar hegymászó, ügyvéd.

## Élete
Az egyik legjobb magyar hegymászó, a Magas-Tátra egyik legkiválóbb ismerője, magyar és német nyelvű tátrai hegymászókalauzok szerzője. Az első világháborúban az olasz fronton harcolt, 1928 és 1934 között a Magyar Államvasutak vezérigazgatója, 1934-1944 között a Magyar Folyam- és Tengerhajózási Részvénytársaság vezérigazgatója volt. 
A BETE alapító tagja, később elnöke (1909), majd tiszteletbeli tagja, a sajtó bizottsági tagja. A Magyar Sí Klub választmányi tagja (1910-től). Az MTE Budapesti osztály és az MTE választmányi tagja (1911–1913, 1918–1920). Az MKE központi választmány tagja (1913-tól), az MHE választmányi tagja (1927-től), MTSZ társelnöke (1933–1938), korábban tanácstagja (1913–1926), az Alpin és Sítúra és az Irodalmi Bizottság elnöke (1936-tól). A Magyar Athlétikai Club turista osztályának alakulásától a megszűnéséig elnöke. Az MFT hegymászó szakosztályának tagja. Az MTSZ jubiláris emlékplakett tulajdonosa (1933).
Édesapja, Komarnicki Zsigmond Varsóban született, régi lengyel családból, ott is nevelkedett. A lengyel függetlenség híve volt, ezért az orosz cári rendőrség gyakran zaklatta, majd 1860 körül el kellett hagynia az országot és francia földön telepedett le. Párizsban elvégezte az École centrale-t, és mivel nem térhetett vissza az Oroszországhoz tartozó Varsói nagyhercegségbe, Magyarországon telepedett le. Mint francia állampolgár érkezett, vasúti mérnökként, és itt az akkor kiépülő Magyar Államvasutaknál vállalt szolgálatot. 
A késmárki Nendtvich Karolinát vette feleségül (meghalt 1909-ben). Fiai Gyula, Román és László (meghalt 1922. június 14.) és lánya Mária Budapesten, illetve Bécsben születtek, nevelkedtek, Magyarország lett a hazájuk. Édesapjuk 1890-ben hirtelen elhunyt. A Komarnicki fivérek csak felnőtt korukban ismerkedtek meg rokonságuk lengyel részével – az egyik nagybátyjuk a varsói egyetem tanára volt, a másik Lengyelország nagykövete a Nemzetek Ligájában Genfben. Kapcsolataik Lengyelországgal – ahogy ezt Komarnicki Gyula mondogatta – azonban nem a rokoni szálakon alapultak, hanem a hegymászáson.
A budapesti piaristáknál járt középiskolába. A jogi karon doktorált, majd letette az ügyvédi vizsgát. Szüleivel gyakran nyaralt a Magas-Tátrában, de kezdetben a hegyek nem voltak rá hatással. Mikor azonban Jankovics Marcell Úttalan utakon című könyvét elolvasta, lelke tüzet fogott. A tűz csiholásához hozzájárult középiskolai és egyetemi diáktársa, Serényi Jenő is, aki már évek óta járta a hegyeket. A turizmusról nagyon hamar hegymászásra váltott. Hegymászó pályafutása 1906-ban kezdődött, amikor szüleivel és Román öccsével a Magas-Tátrában nyaraltak. A két testvér augusztus 14-én szülei tudta nélkül, városi öltözékben és cipőben felmásztak a Lomnici-csúcsra, ahová késő délután érkeztek, és ott elhatározták, hogy „útközben” a Késmárki-Zöld-tónál meglátogatják ismerőseiket. A leereszkedés az aránylag nehéz hegymászóterepen nagyon kalandos és életveszélyes volt, de a Nagy-Papirusz-völgyben töltött éjszaka után végül is szerencsésen végződött. A következő évben már 2 első megmászása volt, ezek száma az évek során rohamosan növekedett; az 1912. év volt a legsikeresebb (25 új út). A trianoni országdarabolás lehangolta, és csak 1920-ban jelent meg ismét a Tátrában, majd 1923-ban lényegében abbahagyta a tátrai hegymászást. 1937-ben és 1942-ben volt még két komolyabb szóló mászása.
1906 és 1914 között a legjobb hegymászók közé tartozott. 1942-ig mászott, még 1968-ban is turistáskodott a Magas-Tátrában. Kötéltársa legtöbbször öccse, Komarnicki Román és Grósz Alfréd volt, de nagyon sok magyar, német és lengyel hegymászóval is mászott. A Magas-Tátrán kívül (ahol minden csúcsot megjárt és 143 első megmászása volt) jelentős útjai voltak az Alpokban és a Dolomitokban, például a Campanile di val Montana sziklalándzsáján Preyss Sándorral járt 41 éves korában.
Egyik legjelentősebb műve A Magas-Tátra hegyvilága c. hegymászó és turistakalauz. Komarnicki nagy szorgalommal egy életen át gyűjtötte a könyvhöz az adatokat. Széles körű levelezést folytatott, hogy az elnevezések, az új mászóutak tekintetében minden részletre kiterjedő művet alkosson. A könyv megjelentetésére a Medicina kiadóval kötött szerződést, mely szerint összesen négy kötet került volna kiadásra 80 ív terjedelemben. Az anyag fele készen volt már, amikor a kiadó értesítette Komarnickit, hogy nem tudja vállalni a korábban elképzelt terjedelmet, hanem csak csak 30 ív terjedelemben jelenhet meg a Kalauz. Néhány héttel később bekövetkezett balesete azonban meggátolta abban, hogy a könyv írását befejezze és az anyagot sajtó alá rendezze. Ez a munka végül is Bucsek Henrikre maradt, aki vállalta a kész részek zsugorításának kényes feladatát, és a hiányzó részek megírását, illetve a jegyzetek alapján történő elkészítését. A szakmai ellenőrzést és a rajzokat, valamint a fényképekbe a berajzolást Arno Puskás, a térképvázlatokat Július Andrási készítette. Az első kiadás egy vastag kötetben 1978-ban, a második, átdolgozott kiadás pedig hét füzetben 1985-ben jelent meg. Külön értéke, hogy a Tátra helyneveit négy nyelven adja meg (szlovák, magyar, lengyel és német).
Sírja a Farkasréti temetőben található.

## Tátrai útjai
- Békás-Baba, dny. gerinc, az ény. kéményben, innen a Békás-Baba ék. gerince, majd leereszkedés a Békás-Babáról DNy-ra (Chmielowski J., Kroebl A. és Komarnicki Gy. – Gąsienica Tomków J. vezetővel, 1908. augusztus 5.)
- Barát, é. fal a Barát-völgyből, a jobb oldali falrész, lemenet a d. gerincen (Komarnicki Gy. és Kordys R., 1908. augusztus 16.)
- Első-Apostol (Wanda-torony), az Alsó-Apostoli-átjáróból (Wanda Jerominówna, Mieczysław Białkowski, Włodzimierz Boldireff, Janusz Chmielowski, Komarnicki Gyula, Roman Kordys és Jan Nowicki, 1908. VIII. 18.)
- Ruman-csúcs, dny. fal, leereszkedés az Omladék-völgybe (Wanda Jerominówna, Janusz Chmielowski és Komarnicki Gyula, 1908. augusztus 21.)
- Varangyos-tavi-csúcs, é. fal a Jávor-völgyből, (Komarnicki Gy. és Martin A., 1908. augusztus 30.)
- Varangyos-tavi-csúcs, ny. gerinc, lemenet a Varangyos-tavi-csorbához (Komarnicki Gy. és Martin A., 1908. augusztus 30.)
- Jávor-csúcs, k. gerinc a Varangyos-tavi-csorbából (Komarnicki Gy. és Martin A., 1908. augusztus 30.)
- Jávor-csúcs, ék. borda, leereszkedés a Jávor-völgybe (Komarnicki Gy. és Martin A., 1908. augusztus 30.)
- Sárga-torony és Középorom, ény. gerinc a Sárga-padtól (Komarnicki Gy., Laufer I. és Martin A., 1908. szeptember 1.)
- Közép-hegység, k. mellékorom dk. mellékgerince (Komarnicki Gy. és Komarnicki R., 1909. VI. 12.)
- Közép-hegység, d. gerinc, lemenetben az Északi-Marmota-csorbába (Komarnicki Gy. és Komarnicki R., 1909. VI. 12.)
- Vörös-patak-torony, gerincátmenet a Közép-hegységről (Komarnicki Gy. és Komarnicki R., 1909. június 12.)
- Gerincátmenet az Északi-Marmota-csorbából a Déli-Marmota-csorbába (Komarnicki Gy. és Komarnicki R., 1909. VI. 12.)
- Kis-Koncsiszta, ny. fal, egyenesen a főoromra, útváltozat (Komarnicki Gy. és Komarnicki R. útváltozata, 1909. VII. 23.)
- Jeges-tavi-csúcs, é. fal a Kacsa-völgyből (Komarnicki Gy. és Komarnicki R., 1909. július 25.)
- Omladék-völgyi-csorba, leereszkedés a Kacsa-völgybe, ÉK-re (Komarnicki Gy. és Komarnicki R., 1909. július 25.)
- Hátsó-Gerlachfalvi-csúcs, ény. szakadék a Kacsa-völgyből (Komarnicki Gy. és Komarnicki R., 1909. július 28.)
- Jég-völgy-váll ény. oldalgerince: 
  - Nagy-Jégvölgyi-torony dk. és ény. gerinc (Komarnicki Gy. és Komarnicki R., 1909. július 30.),
  - Középső-Jégvölgyi-torony, dk. és ény. gerinc (Komarnicki Gy. és Komarnicki R., 1909. július 30.)
- Kis-Jégvölgyi-torony, dk. és ény. gerinc (Komarnicki Gy. és Komarnicki R., 1909. augusztus 2.)
- Lomnici-csúcs, a Tölcsér-tó katlanából a Sírkerten át (Komarnicki Gy. és Komarnicki R., 1910. június 28.)
- Középső-Menguszfalvi-csúcs, ék. fal a Halastótól (Roguska J., Komarnicki Gy. és Komarnicki R., 1910. augusztus 5.)
- Nagy-Menguszfalvi-csúcs, d. fal, a Nagy-Hincó-tó katlanából, alsó falrész (Roguska J., Komarnicki Gy. és Komarnicki R., 1910. VIII. 5.)
- Varangyos-tavi-csúcs, a k. fal déli részén (Hefty Gy. A. és Komarnicki Gy., 1911. XII. 9.)
- Késmárki-Villa-horhos, D-ről a Kő-pataki-völgyből (Komarnicki Gy., 1910. szeptember 11.)
- Vastag-torony, dk. gerinc a Marmota-völgyből, majd leereszkedés az ék. oldalon (Komarnicki Gy., 1911. június 4.)
- Omladék-völgyi-torony, Dk-ről (Komarnicki Gy. és Komarnicki R., 1911. július 1.)
- Hegyes-torony, a szokásos út, a torony d. megkerülésével (Komarnicki Gy., 1911. VII. 23.)
- Hlinszka-torony, é. fal a Hlinszka-völgyből (Komarnicki Gy., 1911. június 26.)
- Sárkány-tavi-torony, gerincátmenet az Omladék-völgyi-toronyról, d. gerinc (Komarnicki Gy. és Komarnicki R., 1911. július 1.)
- Sárkány-tavi-torony, egyenest az é. gerincen a Sárkány-tavi-nyeregről lemenetben (Komarnicki Gy. és Komarnicki R., 1911. július 1.)
- Közép-orom, k. gerinc a Kis-Tarpataki-völgyből (Komarnicki Gy. és Komarnicki R., 1911. augusztus 6.)
- Vörös-tavi-csúcs, é. fal a Karó-tó katlanából (Komarnicki Gy. és Komarnicki R., 1911. augusztus 9.)
- Jávor-csúcs, é. fal a Jávor-völgyből, Diagonális út (Komarnicki Gy. és Komarnicki R., 1911. VIII. 13.)
- Nyugati-Rovinki-szarv, ék. gerinc, lemenet a Rovinki-horhosba (Komarnicki Gy., 1911. október 21.)
- Vám-kő, d. hegyoldal, a Nagy-Tarpataki-völgyből (Komarnicki Gy., 1911. X. 21.)
- Márta-csúcs, ék. fal a Kacsa-völgyből (Komarnicki Gy., Komarnicki R., Kulczyński W. és Świerz M., 1911. augusztus 22.)
- Triumetal, é. fal a Hlinszka-völgyből, a fal első átmászóinak útja (Komarnicki Gy. és Komarnicki R., 1911. június 30.)
- Vörös-torony, dny. szakadék a Nagy-Tarpataki-völgyből (Komarnicki Gy. és Komarnicki R., 1911. augusztus 7.)
- Nagy-Szoliszkó, a Malompataki-völgyből k. oldal és é. gerinc (Roguska-Cybulska J., Komarnicki Gy. és Kordys R., 1911. VIII. 26.)
- Hátsó-Tarpataki-torony, ény. gerinc (Schmidt G., Grósz A. és Komarnicki Gy., 1912. május 25.)
- Hegyes-torony, ny. gerinc a Vörös-padról (Komarnicki Gy. és Komarnicki R., 1912. június 16.)
- Sárga-torony, dny. gerinc a Nagy-Tarpataki-völgyből (Komarnicki Gy., Komarnicki R., 1912. június 29.)
- Batizfalvi-csúcs, d. kémény a Batizfalvi-völgyből (Komarnicki Gy., Komarnicki R. és Votisky Z., 1912. július 1.)
- Kapor-csúcs, é. fal a Szmrecsini-völgyből (Fenyves-tavi-völgyből) (Komarnicki Gy. és Komarnicki R., 1912. július 6.)
- Dénes-csúcs, k. gerinc a Cseh-tavi-völgyből (Komarnicki Gy. 1912. július 7.)
- Kis-Koncsiszta, dny. fal az Omladék-völgyből, falközépen át lemenetben (Komarnicki Gy. 1912. július 8.)
- Weber-csúcs, az é. fal felső részének bal oldalán (Hefty Gy. A. és Komarnicki Gy., 1912. augusztus 18.)
- Téry-csúcs, első téli megmászás (1910.)
- Elülső-Bástya, d. gerinc a Bástya-katlani-nyereg (Szkok-hágó) (Hefty Gy. A., Komarnicki Gy., Teschler I., Teschler L., 1913. március 21.)
- Kopki, a dny. szakadékon a d. csúcsra, majd tovább a főcsúcsra, az első téli megmászás is egyben (Hefty Gy. A. és Komarnicki Gy., 1913. március 22.)
- Vörös-patak-torony, egyenesen a d. gerincfelszökésen (Komarnicki Gy. és Teschler I., 1913. május 12.)
- Osztra, ék. gerinc a Furkota-hágóból (Komarnicki Gy., 1913. június 19.)
- Nyugati-Villa-csúcs, d. fal a Sírkertből (Hefty Gy. A. és Komarnicki Gy., 1913. július 23.)
- Déry-csúcs, ény. gerinc a Téry-horhosból, első megmászás felfelé (Komarnicki Gy., Komarnicki R., Schweickhart H. és Schweickhart O., 1910. augusztus 13.)
- Hegyes-torony, első téli megmászás (Grósz Alfréd és Komarnicki Gyula, 1911. április 23.)
- Téry-csúcs, ÉK-ről a Zöld-tótól (Komarnicki Gyula, 1912. augusztus 20.)
- Hátsó-Gerlachfalvi-csúcs, majd a Tetmajer-horhos első téli elérése (Hefty Gy. Andor és Komarnicki Gyula, 1913. február 9.)
- Zamarla-torony d. fala, öccsével Románnal megtették az út háromnegyed részét (1909. augusztus 4.)
- Déry-csúcs, Ny-ról az Öt-tó katlanából, majd a Hátsó-Macska-torony és csorbája első téli megmászása (Komarnicki Gy., 1916. február 6.)
- Középső-Menguszfalvi-csúcs, D-ről egyenest a Nagy-Hincó-tótól, első téli megmászás (Delmár W. és Komarnicki Gy. 1916. március 23.)
- Szontágh-rés, a Felkai-völgyből (Komarnicki Gy., 1916. szeptember 24.)
- Bibircs, a Weszter-résből az ény. gerinc é. megkerülésével (Komarnicki Gy., 1916. IX. 24.)
- Északi-Koncsiszta-csorba K-ről, majd a d. gerincen a Kis-Koncsisztára (Komarnicki Gy. 1917. június 10.)
- Közép-orom, dny. gerinc a gerinc felső szakaszának megkerülésével (Komarnicki Gyula. és Moiret Gyula, 1918. szeptember 15.)
- Ruman-csúcs, a Nyugati-Meredély-csorbából a dk. gerinc megkerülésével (Komarnicki Gy., 1918. IX. 18.)
- Kriván, ny. fal, a Rút-szakadékból (Komarnicki Gy., 1920. IX. 9.)
- Osztra-csorba, K-ről a Furkota-völgyből (Komarnicki Gyula és ifj. Reichart Dezső, Reichart Margit, 1920. szeptember 22.)
- Nagy-Menguszfalvi-csúcs, d. fal a Nagy-Hincó-tó katlanából, Komarnicki-kémény (Komarnicki Gyula és ifj. Reichart Dezső, 1920. szeptember 23.)
- Cseh-tavi-torony, ny. gerinc (Komarnicki Gy. és ifj. Reichart D., 1920. szeptember 24.)
- Felkai-csúcs, egyenest az é. gerincen (Komarnicki Gy. és ifj. Reichart D., 1920. szeptember 26.)
- Kis-Templom-csorba, DNy-ról, a Nagy-Tarpataki-völgyből (Komarnicki Gy. és ifj. Reichart D., 1921. szeptember 4.)
- Békás-Barát, a d. kéményen át a főoromra (Komarnicki Gy., 1921. szeptember 17.)
- Nagy-Hagymástavi-torony, é. fala Ny-ról (Komarnicki Gy. és ifj. Reichart D., 1921. szeptember 24.)
- Virágoskert-torony, ény. gerinc a Katlan-résből (Komarnicki Gy. és ifj. Reichart D., 1923. július 10.)
- Kis-Viszóka-csúcs, ény. fal a Fagyott-tó katlanából (Komarnicki Gy. és ifj. Reichart D., 1923. július 11.)
- Felső-Őrszem-nyereg, az Alsó-Virágoskert-csorbából (Komarnicki Gy., 1923. VII. 24.)

## Külső hivatkozások
- https://web.archive.org/web/20081205105904/http://www.freeweb.hu/komarnicki/page.php?18